# Martin Schneider (Politiker, 1892)
Martin Schneider (* 22. Oktober 1892 in Karthaus; † 14. Juli 1967) war ein deutscher Politiker (Gesamtdeutscher Block/Bund der Heimatvertriebenen und Entrechteten) und Abgeordneter des Hessischen Landtags.
Martin Schneider absolvierte nach dem Abitur ein Schiffsbaustudium in Danzig und leistete danach Kriegsdienst, wobei er mehrfach verwundet wurde. Im Ersten Weltkrieg leistete er Dienst im Baltikum und Grenzschutz Ost. Nach dem Krieg studierte er an der Handelshochschule und Universität in Königsberg und schloss das Studium 1922 als Diplomkaufmann ab. Bis 1924 war er Geschäftsführer, später selbständiger Wirtschaftsberater. Auch im Zweiten Weltkrieg leistet er Kriegsdienst und wurde verwundet. Danach leistete er Dienst in der Organisation Todt (OT).
Nach Kriegsende wurde im Zusammenhang mit Schneiders Tätigkeit bei der OT ein Ermittlungsverfahren wegen Verbrechen gegen die Menschlichkeit eingeleitet, von der Staatsanwaltschaft aber mangels Beweisen eingestellt.
1953 war er an der Gründung des Technischen Hilfswerks beteiligt und wurde dessen Vorsitzender eines regionalen Teilverbandes.
1949 gehörte er zu den Gründern der Demokratischen Wahlgemeinschaft im Kreis Waldeck, später trat er zum GB/BHE über. Kommunalpolitisch war er in Korbach von 1952 bis 1958 Stadtrat, von 1949 bis 1952 Stadtverordneter und von 1956 bis 1960 Kreistagsabgeordneter.
Vom 18. Februar 1955 bis zum 30. November 1958 war er als Nachrücker für Gustav Hacker Mitglied des Hessischen Landtags.